# Grupo M81
El Grupo M81 es un grupo de galaxias conocido principalmente porque contiene al famoso par de galaxias M81/M82, descubiertas en 1774. NGC 2403 es también otra galaxia espiralada prominente ubicada en el lado derecho del grupo. M82 es un ejemplo de una galaxia de "Brote Estelar" ( o en inglés "starburst" ) - esto quiere decir que ocurren muchas formaciones de estrellas en su interior

## Galaxias
El grupo M81 tiene las siguientes Galaxias principalmente el par M81/M82, NGC 2403 y NGC 4236

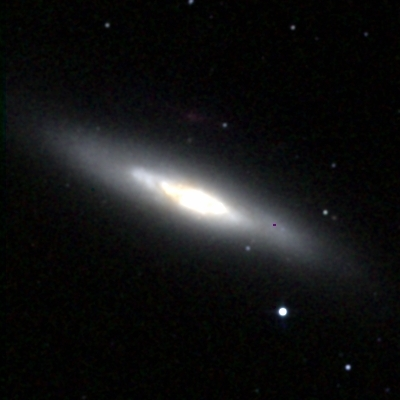
Messier 82

- UGC 3794
- NGC 2366
- UGCA 133
- KKH 57
- NGC 2403/C7
- F8D1
- Holmberg II
- NGC 2537
- M81 Enana A
- UGC 4459
- UGC 4483
- NGC 2787
- FM1
- UGCA 158
- HS 177
- Holmberg I
- UGCA 281
- NGC 2976
- PGC 28529
- Bucle de Arp
- Galaxia de Bode/M81/NGC 3031
- Galaxia del Cigarro/M82/NGC 3034
- Holmberg IX
- IKN
- NGC 3077
- UGC 5428
- PGC 29231
- HIJASS J1021+6842
- M81 Enana B
- UGC 5442
- PGC 28731
- DDO 78
- IC 2574
- UGC 5692
- UGCA 220
- UGC 5918
- UGC 6456
- NGC 3738
- NGC 3741
- UGC 7242
- NGC 4068
- PGC 32667
- NGC 4236/C3
- NGC 4605
- UGC 8201
- NGC 6503
- PGC 31286